# Eisenbahn-Revue International
 (février 2025).
La Eisenbahn-Revue International ( ERI en abrégé) est un magazine ferroviaire publié en Suisse depuis janvier 1992 avec un accent particulier sur l'Allemagne. Il est publié par la maison d'édition Minirex AG (de) à Lucerne et se concentre de manière critique sur le monde ferroviaire européen.

## Histoire
La Eisenbahn-Revue Internationale parait initialement à raison de six numéros par an. En 1995 et 1996, elle est publiée avec neuf numéros chacun,,  et finalement, en 1996, avec onze numéros, la fréquence de parution est adaptée à celle de la Schweizer Eisenbahn-Revue (de) (août/septembre en numéro double).  Le tirage est de 5200 exemplaires.
L'éditeur souligne que l'équipe éditoriale est indépendante des chemins de fer et de l'industrie. Ainsi, « contrairement à des revues comparables […] il n’y a pas de « comité consultatif » qui supervise ce qui est publié et ce qui ne l’est pas. »
Le même éditeur publie depuis 1978 la Schweizer Eisenbahn-Revue (SER, tirage 10 100 exemplaires), depuis 1995 Eisenbahn Österreich (de) (EBÖ, tirage 5 400 exemplaires), depuis 2006 le Railway Update et depuis 2010 le Schienenverkehr aktuell. Le contenu des publications est en partie identique (avec des focus spécifiques à chaque pays). Le Eisenbahn Österreich était déjà publié par un autre éditeur depuis 1959 environ. 